# Třída Santa María
Třída Santa María (též třída F80) je třída víceúčelových fregat španělského námořnictva, postavených na základě licence americké třídy Oliver Hazard Perry. Tvoří ji celkem šest jednotek. Všechny jsou stále v aktivní službě.

## Stavba

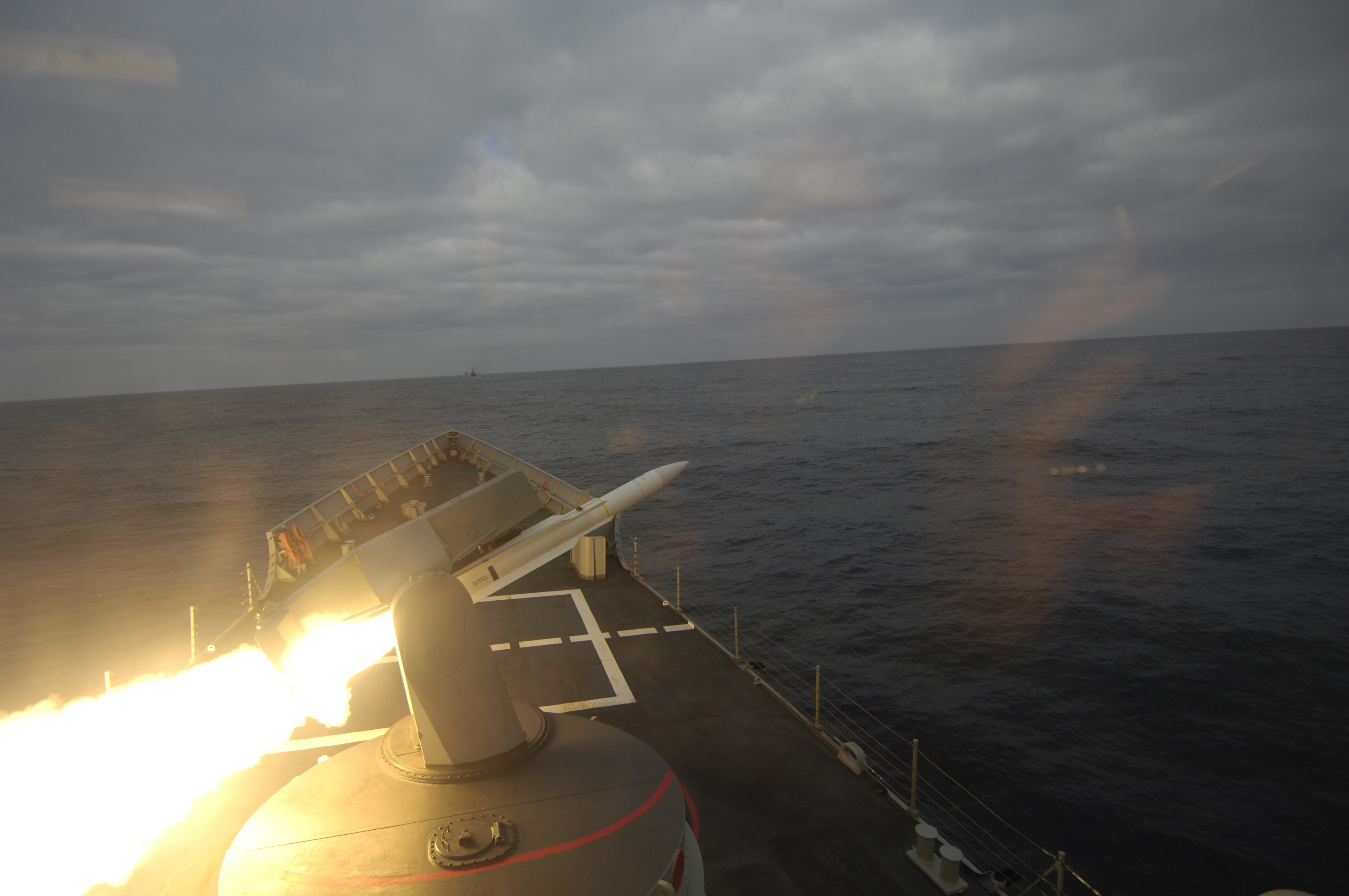
Canarias vypouští střelu Standard SM-1MR

Třída se skládá ze šesti jednotek, postavených španělskou loděnicí Bazán (nyní Navantia) ve Ferrolu. Pojmenovány jsou Santa María, Victoria, Numancia, Reina Sofia, Navarra a Canarias. Stavba probíhala v letech 1982–1994.
Jednotky třídy Santa María:
| Jméno              | Založení kýlu   | Spuštěna           | Vstup do služby   | Status  |
| ------------------ | --------------- | ------------------ | ----------------- | ------- |
| Santa Maria (F-81) | 12. května 1982 | 21. listopadu 1984 | 10. prosince 1986 | aktivní |
| Victoria (F-82)    | 16. srpna 1983  | 23. července 1986  | 29. října 1987    | aktivní |
| Numancia (F-83)    | 8. ledna 1986   | 29. ledna 1987     | 11. srpna 1988    | aktivní |
| Reina Sofía (F-84) | 12. října 1987  | 19. července 1989  | 30. října 1990    | aktivní |
| Navarra (F-85)     | 15. dubna 1991  | 23. října 1992     | 30. května 1994   | aktivní |
| Canarias (F-86)    | 15. dubna 1992  | 21. června 1993    | 14. prosince 1994 | aktivní |

## Konstrukce

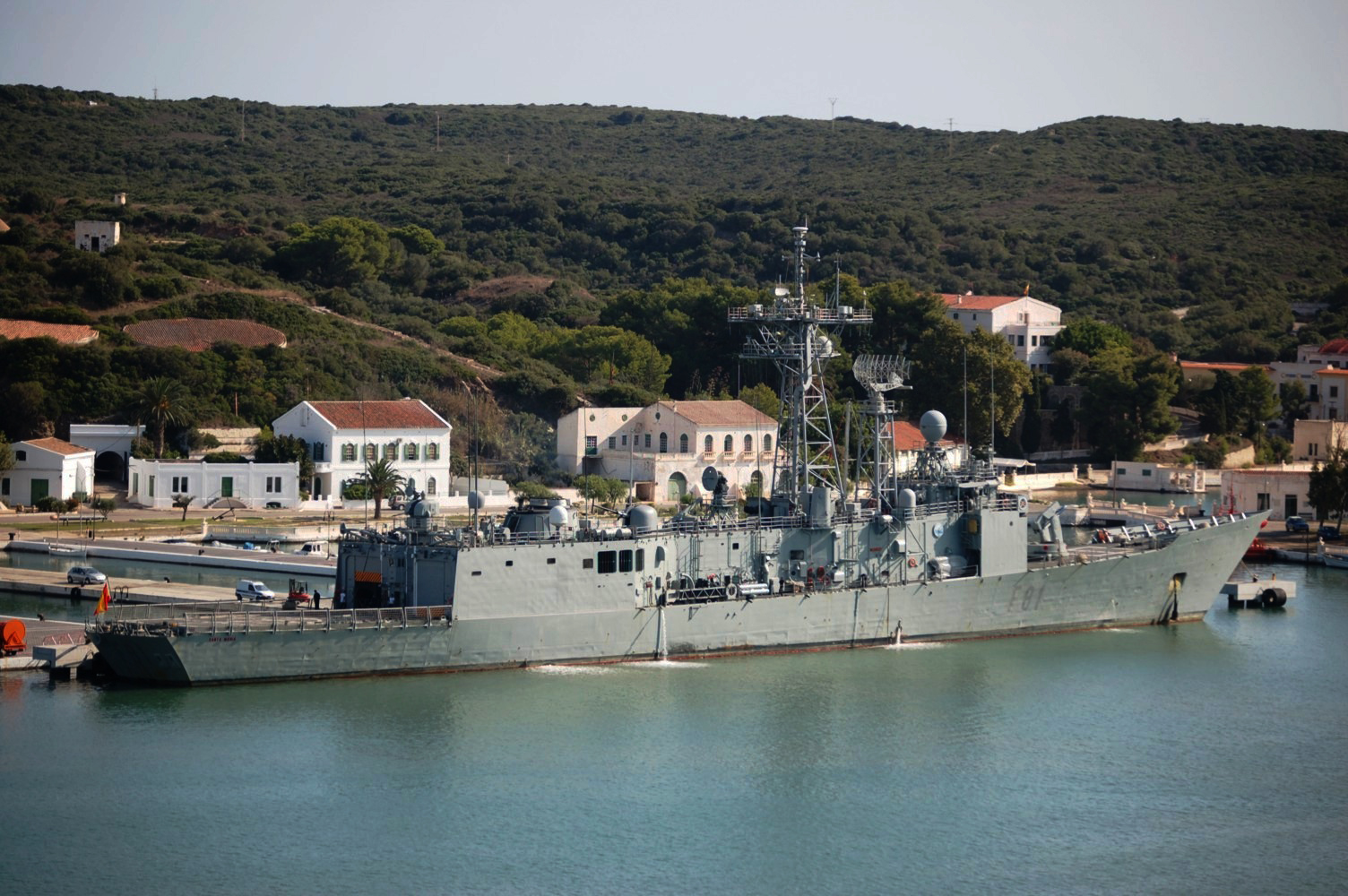
Fregata Santa María

Dělostřeleckou výzbroj tvoří jeden 76mm kanón OTO Melara Compact umístěný na střeše nástavby. Na přídi se nachází jednoduché vypouštěcí zařízení Mk 13, ze kterého jsou vypouštěny protiletadlové řízené střely Standard SM-1MR (neseno 32 kusů) či protilodní střely Harpoon (neseno osm kusů). Bodovou obranu zajišťuje jeden španělský systém Meroka. K ničení ponorek slouží dva trojhlavňové 324mm torpédomety a dva protiponorkové vrtulníky SH-60B Seahawk systému LAMPS III. Pohonný systém tvoří dvě plynové turbíny General Electric LM2500.